# Tuol Svay Prey Pir
Tuol Svay Prey Pir es una comuna (khum) del distrito de Chamkarmon, en la provincia de Nom Pen, Camboya. En marzo de 2008 tenía una población estimada de 10 717 habitantes.
Se encuentra ubicada junto a los ríos Mekong y Bassac, al sur del lago Sap (Tonlé Sap).